# Kyperedssjön
Kyperedssjön är en sjö i Borås kommun i Västergötland och ingår i Rolfsåns huvudavrinningsområde. Sjön är 6,5 meter djup, har en yta på 0,0713 kvadratkilometer och är belägen 253,4 meter över havet. Sjön avvattnas av vattendraget Sörån.

## Delavrinningsområde
Kyperedssjön ingår i det delavrinningsområde (640513-132600) som SMHI kallar för Inloppet i Viaredssjön. Medelhöjden är 231 meter över havet och ytan är 20,43 kvadratkilometer. Det finns inga avrinningsområden uppströms utan avrinningsområdet är högsta punkten. Sörån som avvattnar avrinningsområdet har biflödesordning 2, vilket innebär att vattnet flödar genom totalt 2 vattendrag innan det når havet efter 78 kilometer. Avrinningsområdet består mestadels av skog (65 procent). Avrinningsområdet har 0,16 kvadratkilometer vattenytor vilket ger det en sjöprocent på 0,7 procent. Bebyggelsen i området täcker en yta av 5,09 kvadratkilometer eller 24 procent av avrinningsområdet.